# Мускатное
Муска́тное (до 1948 года Адарги́н Неме́цкий; укр. Мускатне, крымскотат. Adarğın, Адаргъын) — село в Красногвардейском районе Республики Крым, входит в состав Новопокровского сельского поселения (согласно административно-территориальному делению Украины — Новопокровского сельского совета Автономной Республики Крым).

## Население
| 2001 | 2014  |
| ---- | ----- |
| 1471 | ↘1333 |

Всеукраинская перепись 2001 года показала следующее распределение по носителям языка
| Язык             | Процент |
| ---------------- | ------- |
| русский          | 56.56   |
| крымскотатарский | 29.16   |
| украинский       | 11.76   |
| другие           | 1.03    |

### Динамика численности
| - 1889 год — 151 чел. - 1892 год — 209 чел. - 1902 год — 196 чел. - 1911 год — 230 чел. - 1915 год — 290/63 чел. - 1926 год — 250 чел. | - 1936 год — 438 чел. - 1939 год — 503 чел. - 1989 год — 1190 чел. - 2001 год — 1471 чел. - 2014 год — 1333 чел. |

## Современное состояние
На 2017 год в Мускатном числится 6 улиц; на 2009 год, по данным сельсовета, село занимало площадь 268,6 гектара на которой, в 478 дворах, проживало более 1,3 тысячи человек. В селе действуют средняя общеобразовательная школа, сельский клуб, библиотека, сельская врачебная амбулатория, отделение Почты России,

## География
Мускатное — село на востоке района, в степном Крыму, высота центра села над уровнем моря — 31 м. Расстояние до райцентра — около 21 километра (по шоссе), там же ближайшая железнодорожная станция — Урожайная. Транспортное сообщение осуществляется по региональной автодороге 35К-014 Красногвардейское — Нижнегорский (по украинской классификации — Т-0110).

## История
Адаргин Немецкий основан в 1858 году (по другим данным — в 1859 году) в Башкирицкой волости Перекопского уезда, на землях, принадлежавших ранее джамаату опустевшего села Тюбет-Адаргын, немцами евангелистами, выходцами из бердянских колоний.
В 1860-х годах, после земской реформы Александра II, деревню приписали к Григорьевской волости.
В «Списке населённых мест Таврической губернии по сведениям 1864 года» колония ещё не записана, а на трехверстовой карте 1865—1876 года обозначена одна деревня Адаргин, без разделения на участки, с 19 дворами. Согласно «Памятной книжке Таврической губернии за 1867 год», деревня Тубет Адаргин была покинута жителями в 1860—1864 годах, в результате эмиграции крымских татар, особенно массовой после Крымской войны 1853—1856 годов, в Турцию и заселена немцами колонистами.
4 июня 1871 года согласно высочайше утверждённых Правил об устройстве поселян-собственников (бывших колонистов)… Шенбрун (нем. Schönbrunn) был приписан ко вновь созданной немецкой Эйгенфельдской волости. В «Памятной книге Таврической губернии 1889 года», по результатам Х ревизии 1887 года, в Шенбруне записан 151 житель в 21 дворе.
После земской реформы 1890 года деревню отнесли к Тотанайской волости. Согласно «…Памятной книжке Таврической губернии на 1892 год», в селе Адарган, входившем в Адаргинское сельское общество, было 209 жителей в 23 домохозяйствах. По «…Памятной книжке Таврической губернии на 1900 год» в деревне было 196 жителей в 28 дворах. В начале XX века крестьяне Шёнбрунна владели 6400 десятинами земли. Помимо зерновых жители, единственные в северноом Крыму, имели сады и виноградники. В 1910 году в селении устроили общественный винный подвал. Почти в каждом хозяйстве имелись молотилка, сноповязака и мельничка — всё с механическим приводом. В 1911 году деревню населяли 230 человек, по Статистическому справочнику Таврической губернии. Ч.II-я. Статистический очерк, выпуск пятый Перекопский уезд, 1915 год, в деревне Адаргин (он же Шенбрун) Тотанайской волости Перекопского уезда числилось 26 дворов (все дворы с землёй) с немецким населением в количестве 290 человек приписных жителей и 63 «посторонних», из которых 181 мужчина и 182 женщины. Жители владели 3254 десятинами удобной земли. В хозяйствах имелось 320 лошадей, 160 волов, 120 коров и 230 голов мелкого скота.
После установления в Крыму Советской власти, по постановлению Крымревкома от 8 января 1921 года № 206 «Об изменении административных границ» была упразднена волостная система и в составе Джанкойского уезда был создан Джанкойский район. В 1922 году уезды преобразовали в округа. 11 октября 1923 года, согласно постановлению ВЦИК, в административное деление Крымской АССР были внесены изменения, в результате которых округа были ликвидированы, основной административной единицей стал Джанкойский район и село включили в его состав. Согласно Списку населённых пунктов Крымской АССР по Всесоюзной переписи 17 декабря 1926 года, в селе Адаргин-Шенбрун Тотанайского сельсовета Джанкойского района, числилось 50 дворов, из них 48 крестьянских, население составляло 250 человек. В национальном отношении учтено: 224 немца, 22 украинца, 3 армян и 1 русский, действовала немецкая школа. Постановлением КрымЦИКа от 15 сентября 1930 года был создан Биюк-Онларский район (указом Президиума Верховного Совета РСФСР № 621/6 от 14 декабря 1944 года переименованный в Октябрьский), как немецкий национальный (лишённый статуса национального постановлением Оргбюро ЦК КПСС от 20 февраля 1939 года), в который включили село. Постановлением Президиума КрымЦИКа «Об образовании новой административной территориальной сети Крымской АССР» от 26 января 1935 года был создан немецкий национальный Тельманский район (с 14 декабря 1944 года — Красногвардейский) и Адаргин немецкий, с населением 438 человек включили в его состав.. По данным всесоюзной переписи населения 1939 года в селе проживало 503 человека. Вскоре после начала Великой Отечественной войны, 18 августа 1941 года крымские немцы были выселены, сначала в Ставропольский край, а затем в Сибирь и северный Казахстан.
После освобождения Крыма от фашистов, 12 августа 1944 года было принято постановление № ГОКО-6372с «О переселении колхозников в районы Крыма» по которому в район из областей Украины и России переселялись семьи колхозников, а в начале 1950-х годов последовала вторая волна переселенцев из различных областей Украины. С 25 июня 1946 года Адаргин в составе Крымской области РСФСР. Указом Президиума Верховного Совета РСФСР от 18 мая 1948 года, Адаргин немецкий переименовали в Мускатное. 26 апреля 1954 года Крымская область была передана из состава РСФСР в состав УССР. Время включения в Новопокровский сельсовет пока не установлено: на 15 июня 1960 года село уже числилось в его составе. К тому же году к Мускатному присоединили Студёное, поскольку в «Справочнике административно-территориального деления Крымской области на 15 июня 1960 года» его уже нет (согласно справочнику «Крымская область. Административно-территориальное деление на 1 января 1968 года» — в период с 1954 по 1968 годы к селу). По данным переписи 1989 года в селе проживало 1190 человек. С 12 февраля 1991 года село в восстановленной Крымской АССР, 26 февраля 1992 года переименованной в Автономную Республику Крым. С 21 марта 2014 года в составе Крыма аннексировано Россией.
В Адаргине немецком родилась в 1918 году Готман Мария Фридриховна — известный советский педагог-переводчик.